# Zevenhuizen (Utrecht)
Pour les articles homonymes, voir Zevenhuizen.
Zevenhuizen est un hameau situé dans la commune néerlandaise de Bunschoten, dans la province d'Utrecht. En 2009, le hameau comptait environ 200 habitants.